# قبيلة كبدانة
كبدانة قبيلة أمازيغية في الريف بشمال المغرب.

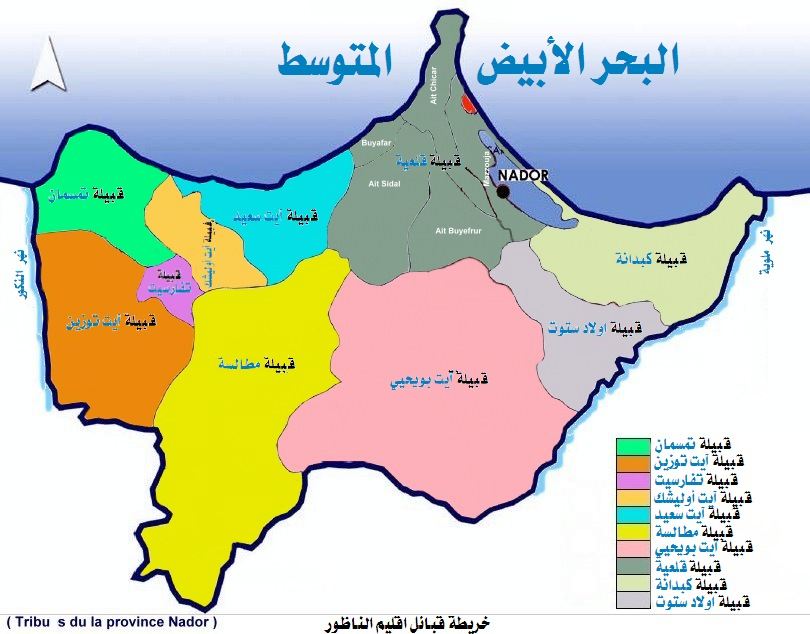
خريطة لإقليم الناضور بالريف شمال المغرب - تبين موقع قبيلة كبدانة

حسب المصدر هو السهل الصخري العاري، الذي يمتد على ساحل البحر الأبيض ويجتاز نهر ملوية دون أن يحصره، وتحد كبدانة شمالا بالبحر الأبيض المتوسط وغربا ب قلعية وبني بويحيي وجنوبا بأولاد ستوت وبني يزناسن وشرقا بطريفة. وتتوفر على قسمين وهما بوعنقود (التسمية عربية) وإزخانين (المتخاصمون) (التسمية أمازيغية). هذان القسمين كانا يشكلان القاعدتين العسكريتين المهمتين في المنطقة، وقد كان كل قسم يجند كل من 2500 من المشاة، أي ما مجموعه 5 آلاف مقاتل بالنسبة لكل قبيلة. وهم في غالبيتهم مسلحون ببنادق إسبانية. 

## الحالة الطبيعية
وتمتد جبال كبدانة التي هي عبارة عن تلال صغيرة متتابعة في طور التحول الجيولوجي، مكسوة بشجيرات الفستق (الديرو) إلى داخل قسم إزخانين. وحوله وأمامه يوجد القارت، السهل الصخري العاري، الذي يتوفر مع ذلك على بعض الشجيرات قرب الساحل.
ولهذا، فان كل الأهالي استقروا بالكتل الجبلية بالجنوب، حيث الأرض غير مثقلة بالرمل والحصى، وأصلح للزراعة من أرض الصحراء القاحلة. وعلى القمم، تتواجد القرى الصغيرة بكثافة وقد جثمت على رؤوس جبلية pitons بأماكن صعبة العبور، محاطة بشجيرات التين الوحشي. وعلى طول الأودية حتى السهل، تتولى حقول الشعير على مدى البحر. لكن يوجد بها القليل من القمح، أما العدس فلا أثر له. وتكثر الأرانب البرية والحجل وبنات آوى برمال القارت ونادرا ما تتعرض للمطاردة.
ككل القبائل الموجودة بالقارت، فإن كبدانة تكون حارة صيفا بفعل الشمس الحارقة. وتهب فيها رياح الشرقي بنفس قوة وعنف رياح السموم simouns الصحراوية. ولا يؤثر ذلك كثيرا على سكانها الفولاذيين الذين يعيشون في هذه المناطق الوعرة، وكيف الحال فان المناخ صحي. ففصل الشتاء الممطر والمعتدل جدا، يمنح القوة للأهالي كي يواجهوا حرارة الصيف الحارقة.

## السكان
سكان كبدانة الأوائل كان معروف عليهم أنهم يسكنون مناطق منبسطة وقاحلة. مبتعدة قصدا عن الأماكن المأهولة بالسكان، والسبب في ذلك كما يقال كي لا تلتقي بمجموعات من قبيلة أولاد ستوت التي كانت كبدانة في حالة حرب ضدها. وابتعادهم هذا كان بمثابة خطر مستمر بسبب تعرضهم للسرقة من طرف لصوص القارت الذين يجوبون السهل ويسلبون أمتعة المسافرين الذين يتعرضون سبيلهم، لكنهم يحتاطون من المغامرة وسط الجبال المنيعة التي تشكل فيها كل قرية، قلعة منيعة.
كبدانة كانت حينها تتوفر على قريتين مركزيتين الأولى هي الزاوية وهي بمثابة قرية علمية وقبلة للطلبة والأخرى مركز القبيلة وهي بوعنقود، أما السوق فقد كان موجودا بمزوجا وهو سوق أسبوعي، كل يوم جمعة يلتقي فيه التجار الذي يأتون لبيع الشعير والماعز والغنم.
أما القرى الرئيسية بكبدانة فهي على الشكل التالي :
-	البرج، 300 منزل.
-	سيدي ايراهيم، 100 منزل
-	بوعنقود، 300 منزل. ويوجد سوق الثلاثاء بالجنوب الشرقي لهذه القرية.
-	إبركانن (السود)، (التسمية أمازيغية) 50 منزلا.
-	بركانا، (المكان الذي يوجد به السود)، (التسمية أمازيغية)، 100 منزل، جنوب غابة صغيرة من شجيرات الفستق.
-	سوق الأحد، وهو سوق هام
-	الزاوية، 20 منزلا.
من المحتمل أن تكون آذاك عدد ساكنة كبدانة حوالي 25 ألف نسمة.

## الإنتاج والمبادلات التجارية
معظم منتجات الكبدانيين من الشعير والحلفة التي يصنعون منها النعال ومماسح الأقدام والغرابيل لصنع الكسكس والخيام والحصائر المسطحة، وكذلك الماشية والصوف التي كانوا يبعونها للأجانب.
كان الكبدانيون يعرضون سلعهم في المناطق الحدودية للجزائر حاليا على الفرنسيين الذين كانوا يعمرون إحدى القبائل هنالك، إلا أن احتلال الأسبان للحجرة الكبدانية أو جزر اشفارن كما سموها بعد الاستيلاء عليها وتم تعريبها بعد ذلك لتصبح جزر جعفرية في أواخر سنة 1849 حال دون قدوم التجار إلى المعمرين لأنهم توجهوا إلى الأسواق الأسبانية التي أقيمت في الجزر أو عن طريق المبادلات التجارية وذلك بأثمان بخسة، لكن هم يمنع عليهم بيع أي منتوج إلى جيرانهم بالجزر الذين كانوا يمقتوهم بشكل لا يمكن وصفه.
فهم يفضلون بيع الشعير لأوروبيي مدينتي نيمور ومليلية. وهم يفضلون المدينة الثانية على الأولى، لان كل ما يعرض فيها أحسن وأبخس ثمنا. ويشترون بمليلية ما هو ضروري لهم، من سكر وصابون وشاي وأثواب قطنية وبترول وسكاكين وبنادق وخرطوشات إلخ....

## السلوك والعادات اليومية
لا يتوقف الكاتب عن مدح الكبدانيين بسبب كرمهم المفرط وعلمهم الغير المحدود بالدين، وبما أن لكل بلد أسياده فالكبدانيين هم هؤلاء التجار البسطاء أسياد قبيلة كبدانة، بجلابتهم الرمادية ولغتهم الزناتية المختلفة كثيرا عن تمازيغت الأطلس يميزون مظاهرهم عن باقي القبائل، أما وسائل نقلهم فتتمثل دائما في البغال والبعير. أما تنظيم السير العادي لمجموع سكان القبيلة فقد كان في هذه الفترة من طرق القائد، آنذلك كان يحكمها قايد اسمه بوصفية وهو رجل ديناميكي ذو نفوذ وخبرة في السلطة، وهذا أمر نادر في الريف. ومرد ذلك في الحقيقة إلى كون الأهالي حكيمين في تصرفاتهم ومجدين في عملهم وغير سائبين. فهم يهتمون بتربية الغنم والماعز والأبقار والحمير والبغال. كما أنهم ورعون ويقدسون كل ما يربط من قريب أو بعيد بالدين ويقدمون ذبائح كثيرة لجلب الفقهاء المشهورين إلى الزاوية.
ويلقى كل طالب للعلم الحفاوة في مساجدهم العديدة. ولان الطلبة المرحين يدركون المعزة التي يحظون بها، فإنهم يتهافتون على هذه القبيلة التي يسمونها «جبل الدقيق». وهي التسمية التي أعطيت أيضا لجبال بني يزناسن وبني سنوس (بدائرة تمسمان)، لأنهم يتلقون الكثير من الدقيق الذي يصنعون منه خبزهم بأنفسهم ويبيعون الباقي الذي يمكن استهلاكه. ورغم بياض الدقيق فان الخبز يكون دائما مائلا إلى الاخضرار.
الكبدانيون كرحل حقيقيين لا يحبون ركوب السفن ويكرهون السمك الذي يستاطونه آبدا ولن تجد عندهم ولو قاربا واحدا بالمقابل، فأنهم يقدمون على الأسفار البرية الطويلة.

## تاريخ الحدود
هناك حدود طبيعية وحدود بشرية فالأخيرة هي التي أقامها الكبدانيون بالبرج على ساحل البحر قبالة الجزر الجعفرية المحتلة من طرف الأسبان، فقد أقام الأهالي مركزا يتواجد به حوالي مائة رجل لمنع أعدائهم من النزول إلى البر.
وكل رجل قادر مطالب بالقيام بالحراسة، وبداخل الأراضي جنوب المركز الأمازيغي تتوزع منازل قرية البرج فوق الرمال التي تكسو السهل.
أما الحدود الطبيعية فهي التي تفرق القبيلة عن باقي المناطق فجنوبا كان يسمى موطن العرب أولئك الذين كانوا يتعاملون معهم تجاريا، وبالقبيلة نهران يشكلان حدود داخلية وخارجية، الأول هو واد سيدي إبراهيم وهو جاف باستمرار النابع من جبل كبدانة وهو الذي يشكل الحدود الداخلية التي تقسم القبيلة إلى قسمين ويتوجه نحو الشمال الشرقي حيث يأخذ في أسفل القرية التي يحمل اسمها تسمية أخرى وهي واد البرج.
من جهة أخرى، فان نهر ملوية يخترق قبيلة كبدانة بعض الشيء ويزعم أولاد الحاج المتواجدون بالضفة اليمنى بأنه يشكل حدود قسمهم من جهة أخرى الغرب، وهذا نزاع قديم سبب في العديد من المآسي وفي إراقة الدماء.

## سيدي إبراهيم الوالي الوافد
حسب المعتقدات الشائعة والتي تتعلق خاصة بالخبز الأخضر يحكى في إحدى الروايات الشعبية لدى سكان كبدانة أن اللون المثير للخبز الذي لا يفتح الشهية لغرباء القبيلة، راجعا إلى دعوة أحد الأولياء الكبار المقدسين بالبلد، وهو «سيدي» إبراهيم الذي اقتنع بأنه من المستحيل جعل البشر سعداء بالكامل، طلب من الله أن يلبي كل رغبات أهالي كبدانة، وان يسبب لهم بالمقابل متاعب خفيفة مع الخبز الأخضر. ووضع هذا الطلب سجعا وهو كما يلي:
يا كبدانة نيتكم ما تخيب ** وخبزكم ما يطيب
فقد شاءت الأقدار أن يتوفر النبي التوراتي الذي يعتبره العرب جدا لهم على ضريح في هذه المنطقة النائية من شمال أفريقيا. وهو مبنى عظيم، لكن لا علاقة له بضخامة أرتميز Artemise. وتحيط به المنازل لتزيد من ضخامته، مشكلة حزاما غريبا من البنايات الحانية والمعوجة biscornues التي تنفتح على أزقة منحدرة مليئة بأحجار البناء وبالحصى. وتبسط قرية سيدي إبراهيم منازلها المائة على قاع السيل ذاته. وعند رؤية المنبع الجميل الذي ينبثق وسط القرية، نفهم لماذا اضطر الأهالي إلى الانزواء بذلك المكان إذ لا يوجد في أي موضع داخل القبيلة، منبع يضاهيه عذوبة ووفرة ماء، بل على العكس ففي كل مكان، لا تشرب سوى مياه الخزانات.